# 화천자동차
화천자동차(중국어: 华晨汽车集团) 또는 브릴리언스 오토 그룹(Brilliance Auto Group)은 선양시에 본사를 둔 중국의 다국적 자동차 제조 기업이다. 제품으로는 자동차, 마이크로밴, 자동차 부품이 있다. 주요 활동은 화천자동차 브랜드로 판매되는 여객차량의 설계, 개발, 제조, 판매이다.
2010년, 화천자동차와 자회사들은 연간 800,000대의 차량 생산을 하였다. 2012년, 이 기업은 약 650,000대의 차량을 제조하면서 그 해에 중국 차량 제조사 가운데 8번째로 많이 생산을 했다. 생산차량 중 대략 70%가 소비자용 세단이다.

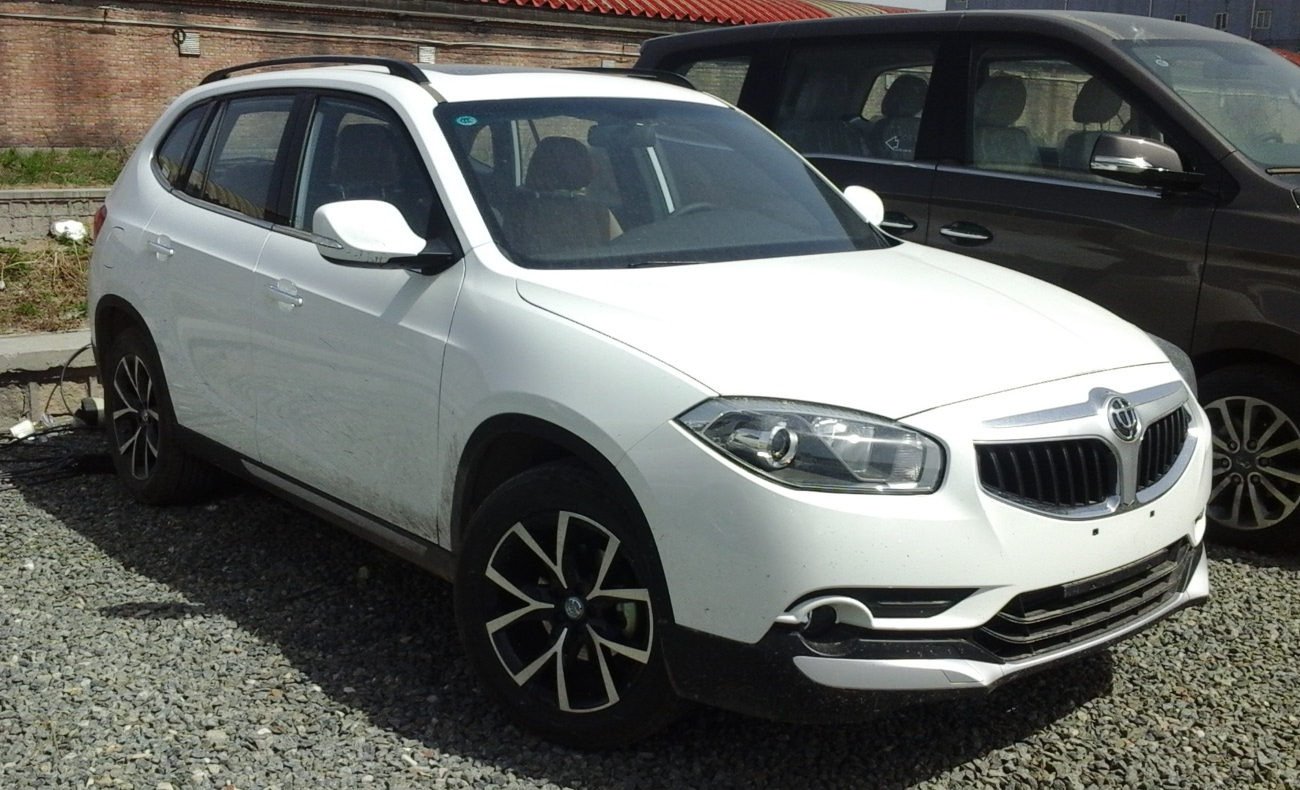
브릴리언스 V5
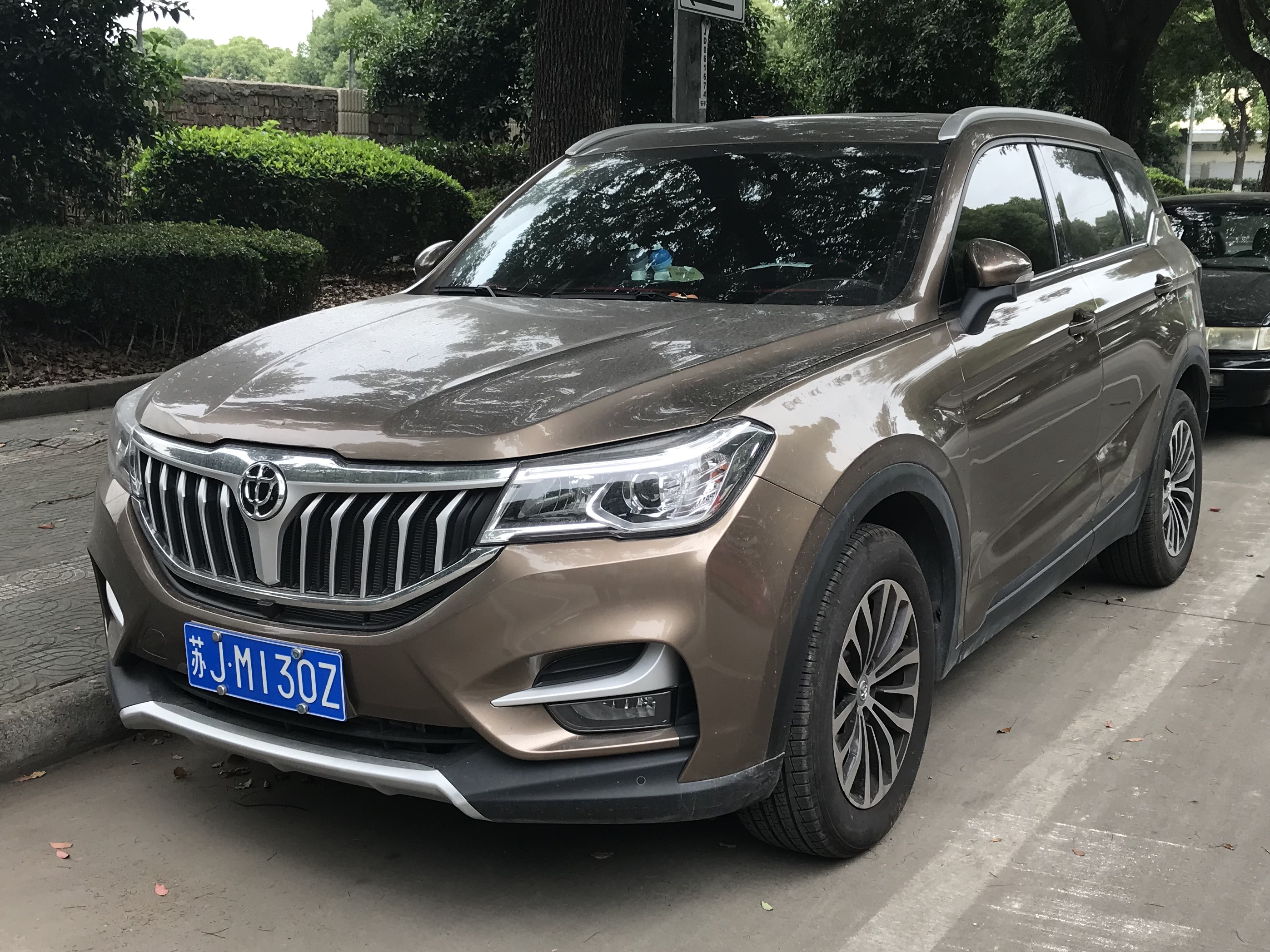
브릴리언스 V6
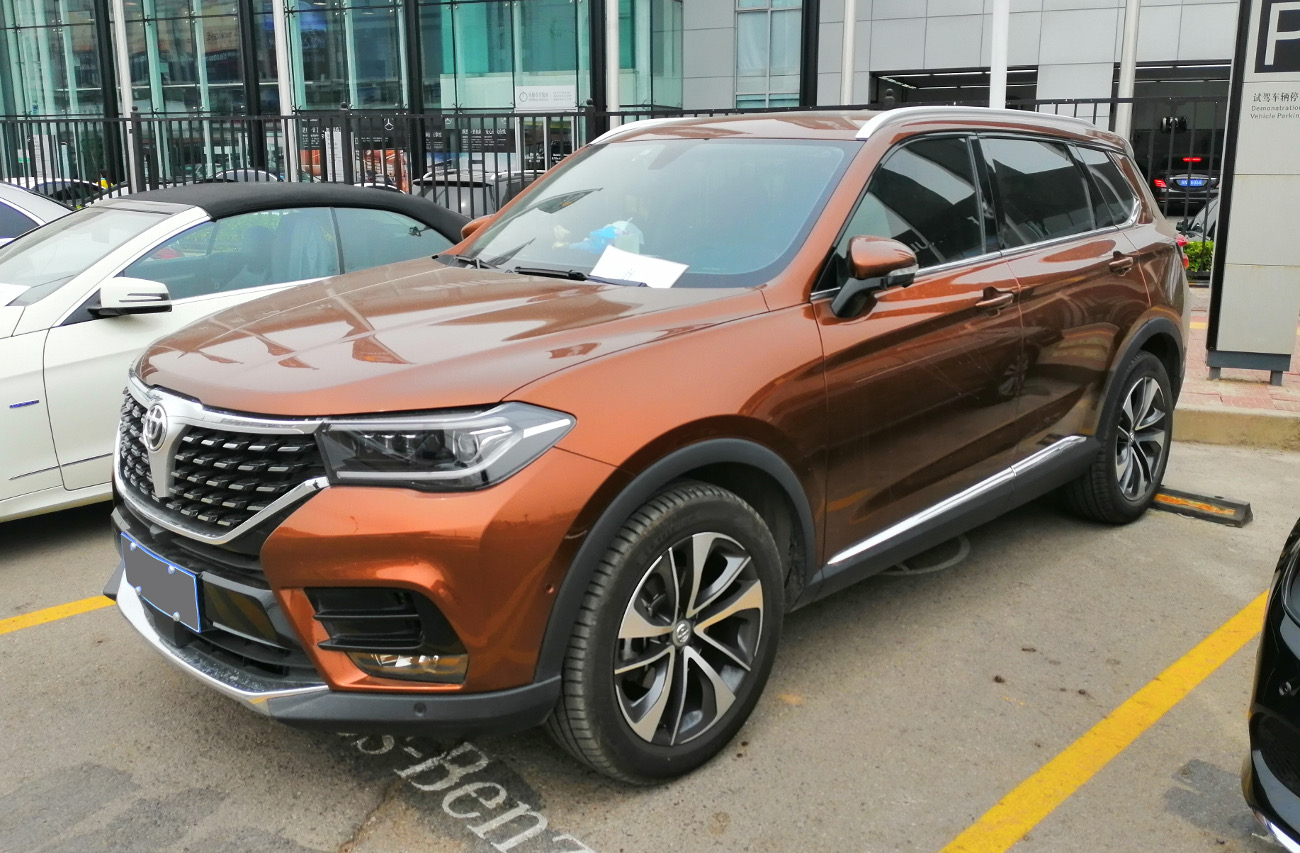
브릴리언스 V7
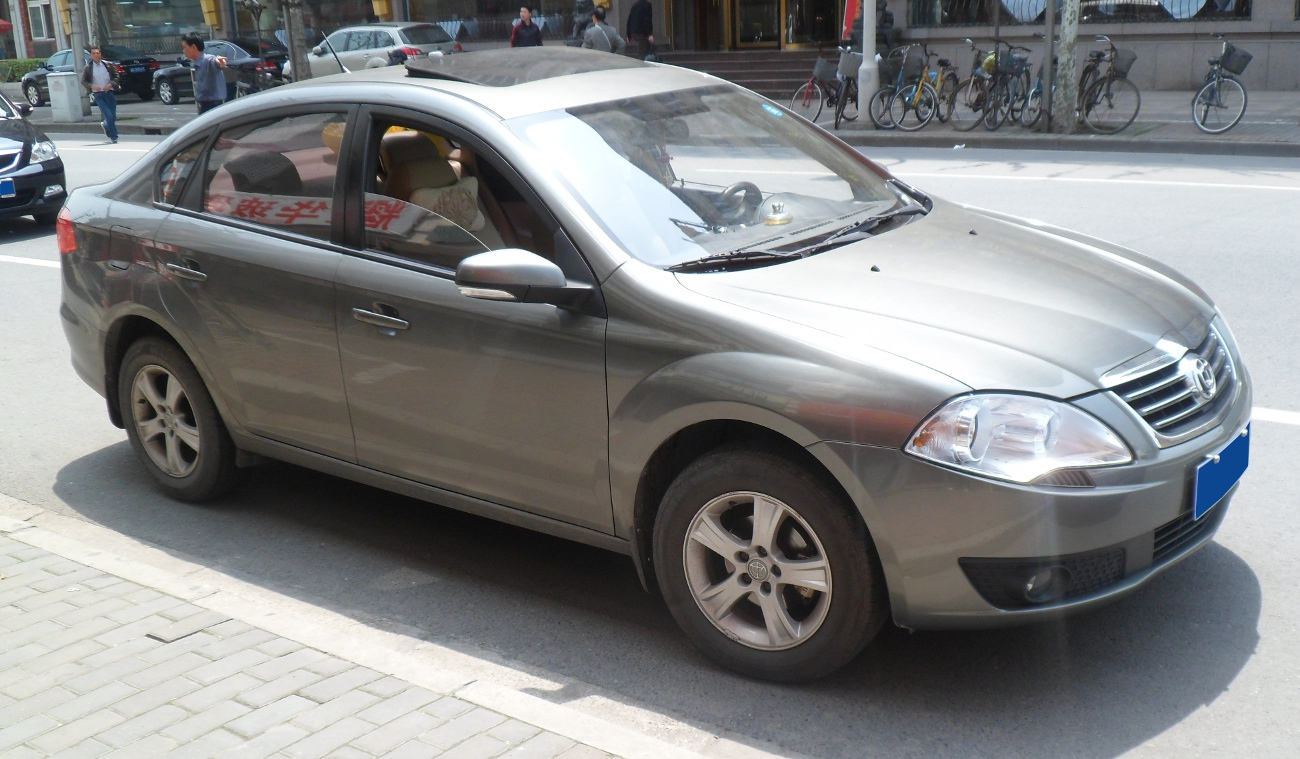
브릴리언스 FSV
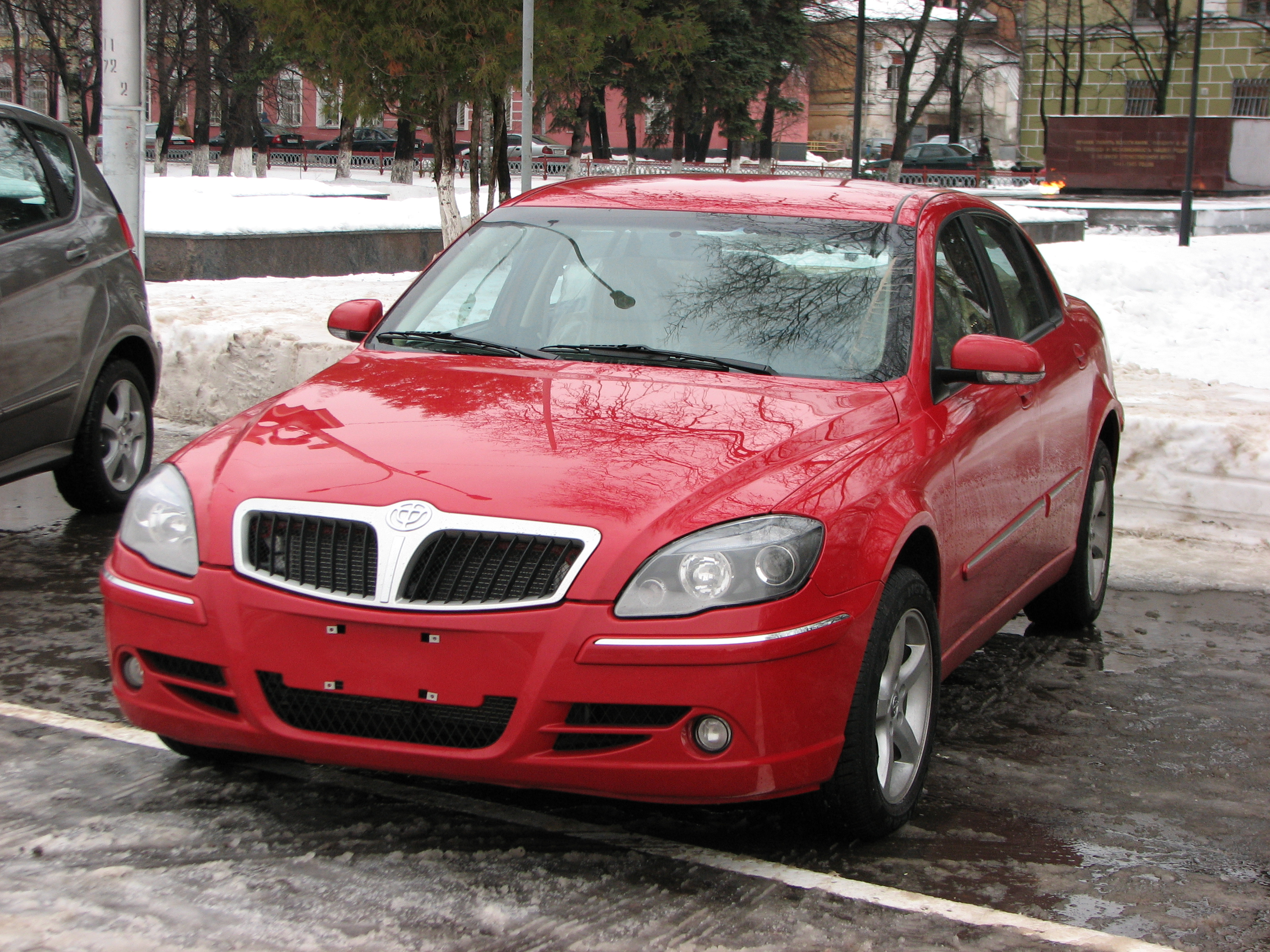
브릴리언스 M2
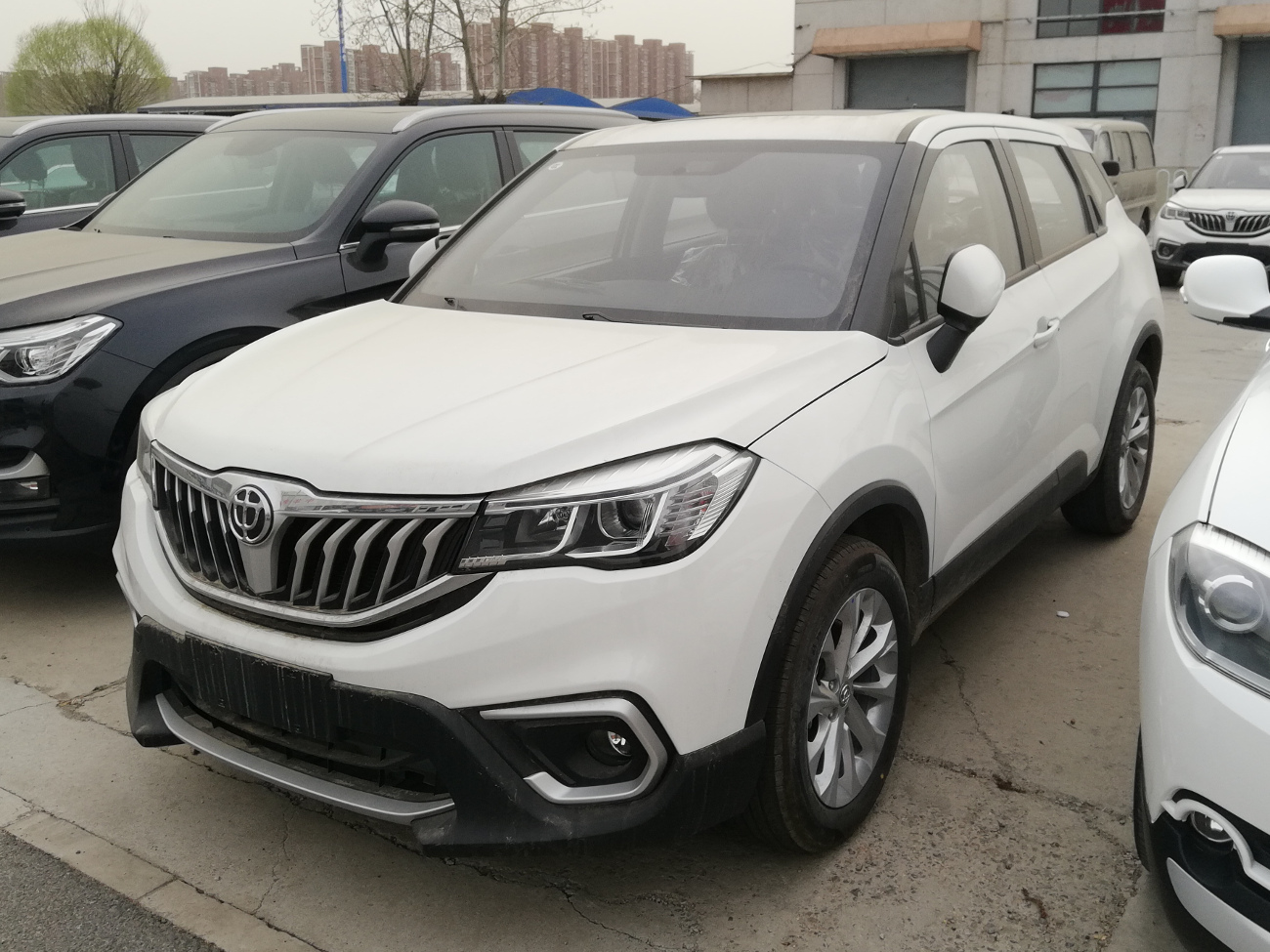
브릴리언스 V3
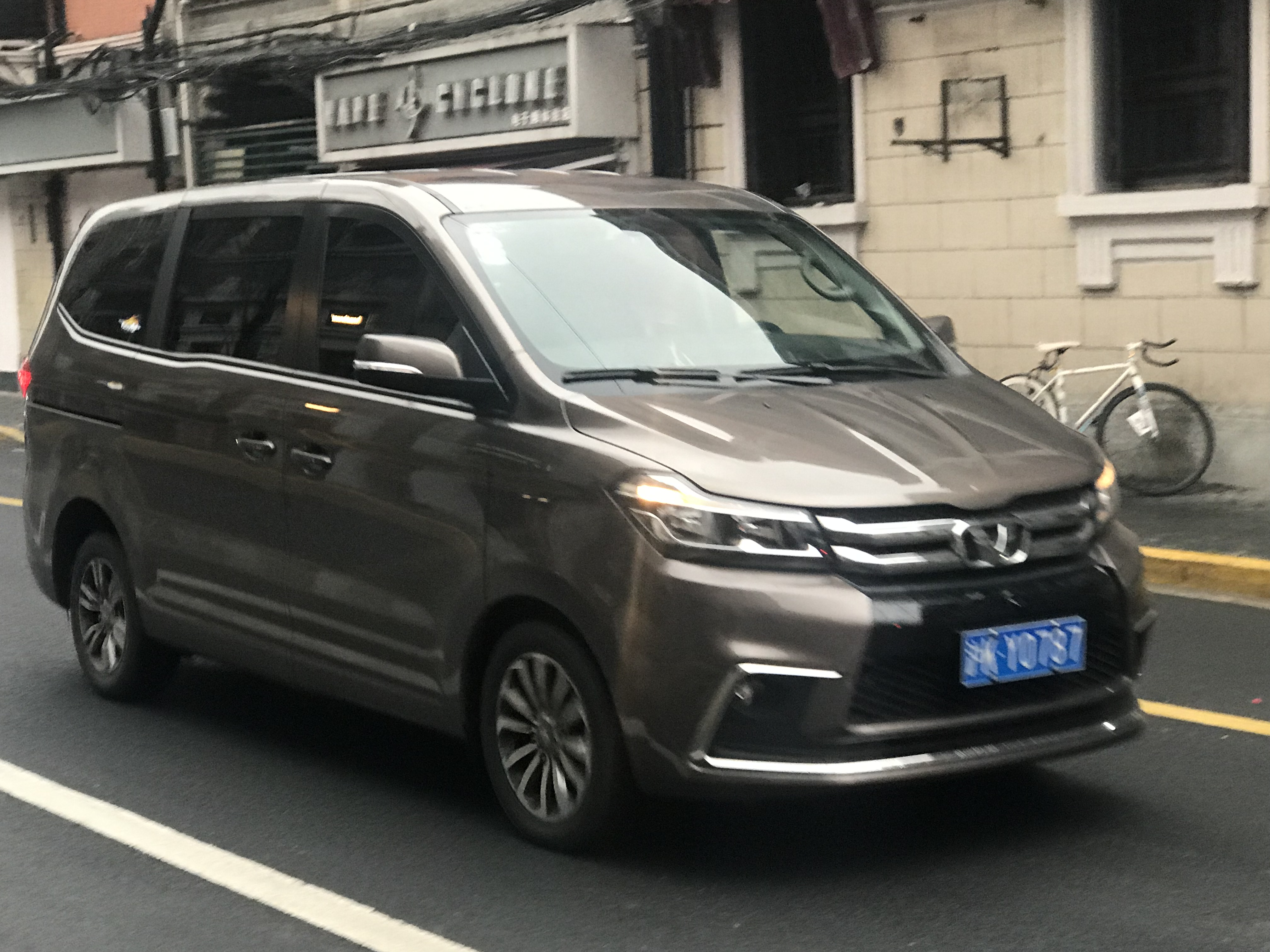
브릴리언스 7